# 梅溪坪题刻
梅溪坪题刻，位于中国福建省福州市闽清县梅城镇台山脚下，1985年入选第三批闽清县文物保护单位。
梅溪坪题刻是一处突兀石壁上的宋代至清代题刻真迹群，岩壁摩崖高、宽均为300厘米，其上石刻有朱熹题写的50厘米字径的“梅溪”、福州府知府李拔题写的40厘米字径的“山清水秀”和清代闽清县令何琬题写的一首七绝等。